# Марсель Еме
Марсель Еме (фр. Marcel Aymé; 29 березня 1902, Жуаньї, Йонна — 14 жовтня 1967, Париж) — французький письменник, прозаїк і драматург, автор комедій, романів, казок і новел.
Марсель Еме залишив за собою величезну творчу спадщину: 17 романів, кілька збірок оповідань, п'єс, казок, сценаріїв. Здебільшого все творчість Еме — це химерні трагікомедії, в яких дивним чином поєднуються (причому, дуже гармонійно) гротеск і соціальна загостреність, сарказм і філософія, реалізм і фантастика, іронія і трагедія. Глибоко психологічні і підвищений інтерес до опису побуту роблять навіть самі абсурдні припущення Марселя Еме реалістичними і достовірними.
За мотивами його творів були зняті численні фільми, такі як «Стіл для померлих» Анрі Верней, «Уран» Клода Беррі, «Через Париж» Клода Отан-Лара і інші.

## Переклади українською
- Семимильні чоботи. Пер. з фр. : М. Венгренівська. К.: Дніпро, 1978. — 235 с. : іл. (Зарубіжна новела. Кн. 28).
- Поживний живопис. Повість. Пер. з фр. : М. Венгренівська. Всесвіт, 1988, № 12.

- Неймовірні оповідки кота, що сидить на гілці. Пер. з фр. : Г. Малець ; передм. : А. Перепадя. — К. : Обереги, 2002. — 204 с. : іл. — (Сучасна європейська література). — ISBN 966-513-031-5